# Pauh (Pauh)
Pauh is een bestuurslaag in het regentschap Sarolangun van de provincie Jambi, Indonesië. Pauh telt 4276 inwoners (volkstelling 2010).